# Gonocalyx pulcher
Gonocalyx pulcher är en ljungväxtart som beskrevs av Jules Émile Planchon och Linden. Gonocalyx pulcher ingår i släktet Gonocalyx och familjen ljungväxter. Inga underarter finns listade i Catalogue of Life.